# 奧基托 (堪薩斯州)
奧基托（英語：Oketo）是一個位於美國堪薩斯州馬歇爾縣的城市。

## 地方資料
根據2020年美國人口普查的數據，奧基托的面積為0.27平方千米，當中陸地面積為0.27平方千米，而水域面積為0.00平方千米。當地共有人口64人，而人口密度為每平方千米237.04人。